# Canónigos de la Santa Cruz de la Estrella Roja
Los Canónigos de la Santa Cruz de la Estrella Roja (en latín: Canonici Regulares Sanctissimae Crucis a stella rubea, también conocidos como Canónigos cruzados de la estrella roja, Crucíferos de la estrella roja, Caballeros de la Cruz o simplemente Crucíferos, son una orden religiosa de canónigos regulares, de derecho pontificio, fundada en Praga, en 1233, por Inés de Bohemia. Los religiosos de esta orden posponen a sus nombres las siglas O.Cr.

## Historia

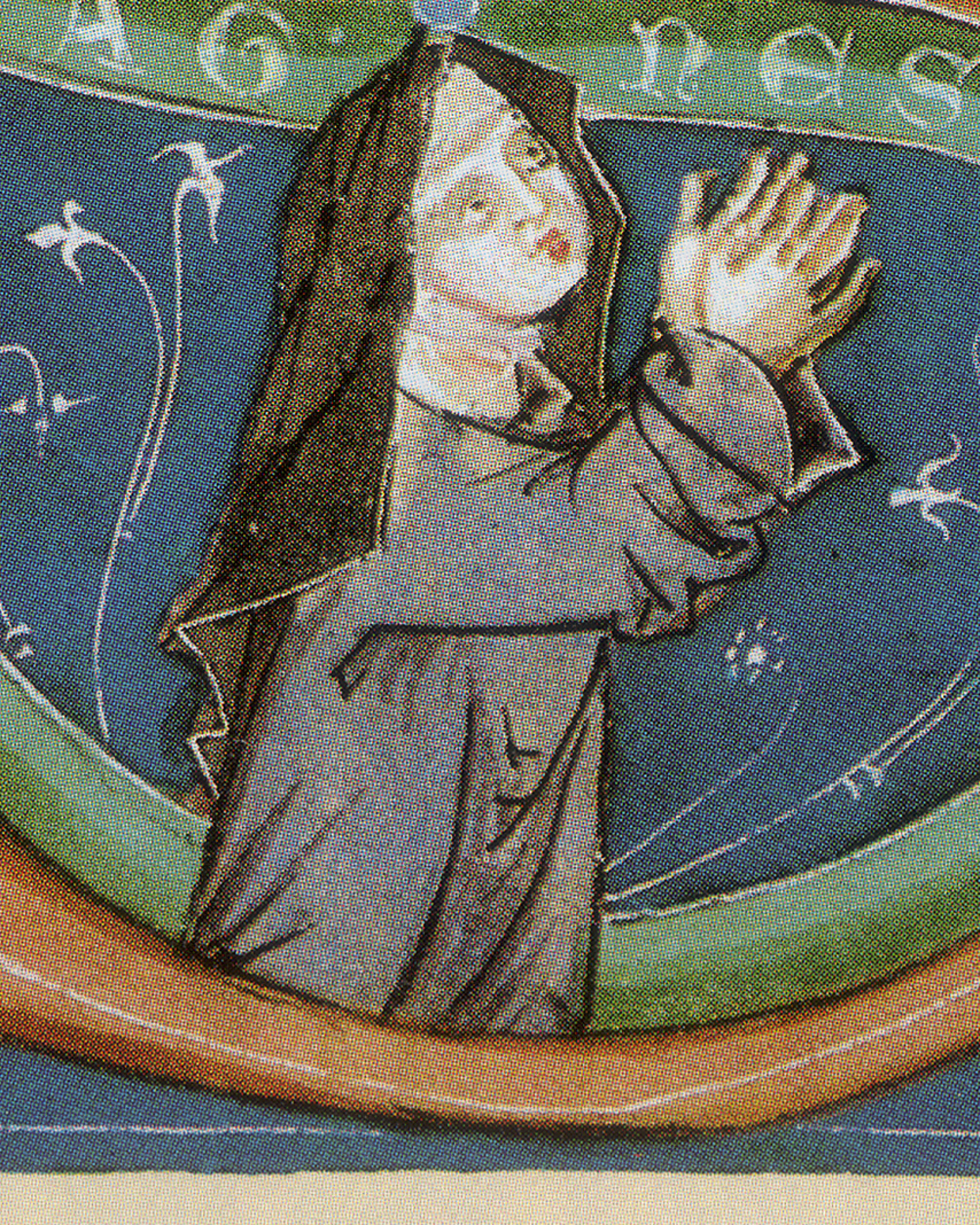
Inés de Bohemia (1211-1282), considerada la fundadora de los Canónigos regulares cruzados de la Estrella roja. Es venerada como santa por la Iglesia católica.

### Origen
Algunos autores, entre ellos los bolandistas, colocan el origen de los Crucíferos de la Estrella Roja en Palestina, donde los primeros miembros habrían tomado las armas contra los sarracenos. Sin embargo, un pergamino que contiene un Breviario de la Orden, con fecha de 1356, no hace alusión alguna a este supuesto origen. Los mismos crucíferos colocan su origen en la fundación del hospital en Praga por obra de Inés de Bohemia, en 1233, y atendido por una fraternidad de terciarios franciscanos. Al lado de dicho hospital, Inés fundó igualmente un monasterio de clarisas. Inés invita a un grupo de estos terciarios a constituirse en una orden religiosa, inspirada en las órdenes hospitalarias, para hacerse cargo del hospital. En la historia de los Institutos religiosos, este es un dato interesante, que hace a los crucíferos la única orden religiosa masculina fundada por una mujer y la única orden nacida en Bohemia.
En 1235, el hospital fue ricamente dotado por Inés, entonces todavía reina de Bohemia, con una propiedad que había pertenecido a los Caballeros Teutónicos. El Papa Gregorio IX, el 18 de mayo de 1236, confirmó la donación, estipulando que los ingresos deben dividirse con el monasterio de Clarisas.
El superior de la Orden fue a Roma como representante acreditado de Inés, abadesa del monasterio para entonces, a pedir la aprobación pontificia. El papa Gregorio IX confirmó a la Orden Militar de los Canónigos Regulares de la Santísima Cruz en 1238, y les dio como Regla de vida la de San Agustín. Inés renunció a la jurisdicción sobre el hospital y sus posesiones a favor de la Santa Sede y entra en el monasterio de las clarisas, al lado del mismo, del que más tarde será abadesa.

### Expansión

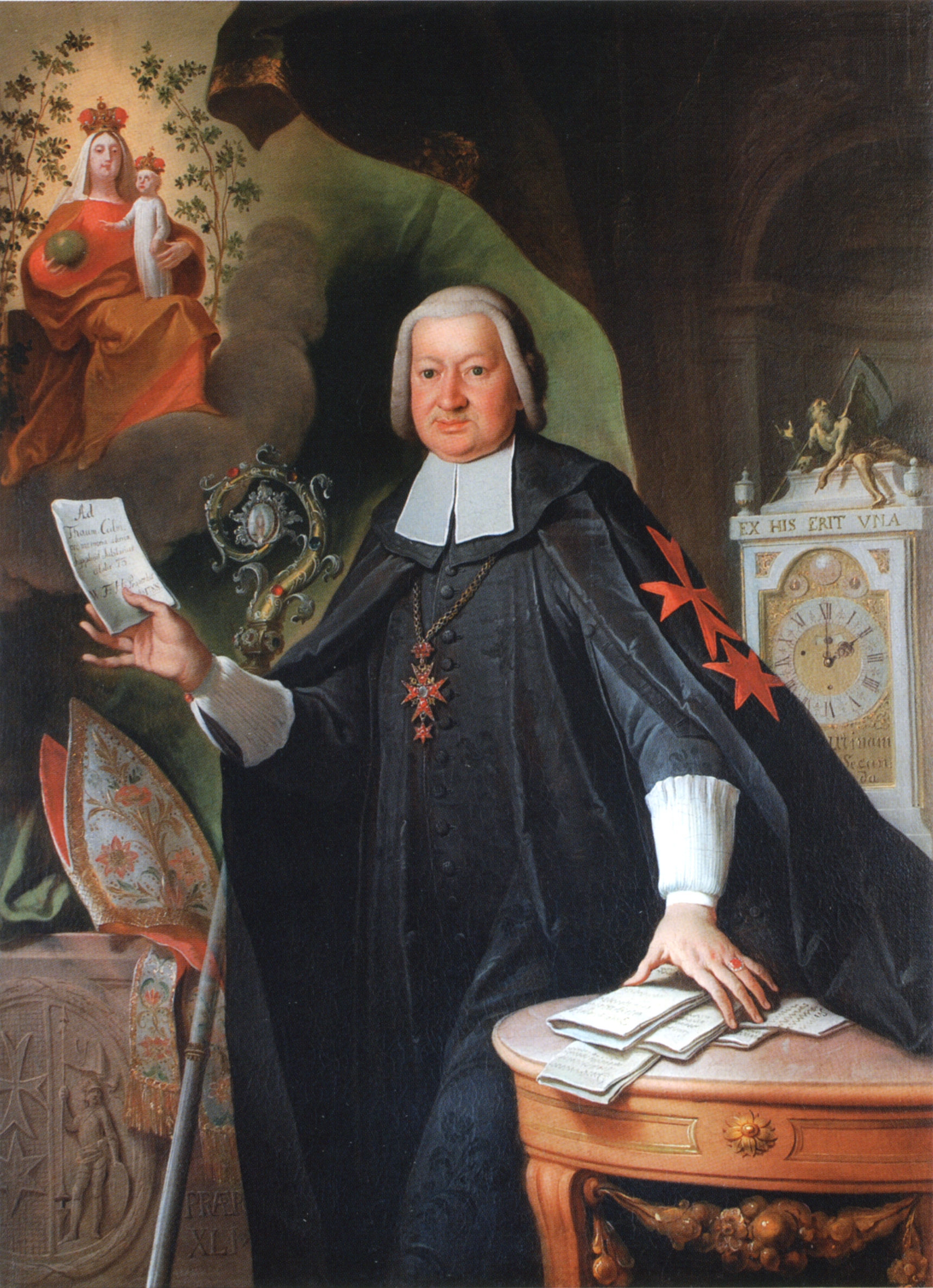
Retrato de Josef Winterhalder Hlava de Wenzel Friedrich Hlava, en el que se aprecia el hábito de la Orden.

Los religiosos fundaron otro hospital en Praga que más tarde se convertiría en la curia general de la Orden. Alberto de Sternberg, primer superior general, solicitó a la Santa Sede añadir alguna marca a la cruz roja que usaban en sus hábitos, para distinguirlos de otras órdenes militares. El obispo Nicolás de Praga, en 1250, con la autorización del papa, les concedió como distintivo una estrella de seis puntas de color rojo. Desde entonces fueron conocidos como la Orden Militar de los Cruzados de la Estrella Roja.
A partir de 1253 la Orden se expandió por Bohemia, gracias al éxito en el trabajo en sus hospitales sus casas se multiplicaron, testimonio de ellos, son los documentos recibidos por reyes y emperadores. El primer monasterio fuera de la región fue fundado a finales del siglo XIII en Austria. Pronto, al servicio hospitalario, se añadió la cura de almas, por lo que los cruzados, inicialmente laicos, comenzaron a clericalizarse. Les fueron confiadas numerosas iglesias en Bohemia, particularmente al Occidente de la región, donde combatieron las enseñanzas de Jan Hus. Los husitas destruyeron la casa madre de los cruzados en Praga y la propagación de aquellos por Bohemia puso al borde de la desaparición de estos. En la guerra de Bohemia contra Suecia, los miembros de la Orden hicieron honor a su título de caballeros durante el asedio de Cheb, luchando codo a codo con la gente del pueblo.
Durante casi ciento cincuenta años el arzobispo de Praga ocupó el cargo de Gran Maestre, lo que le hacía beneficiario de los ingresos de la Orden. Solo hasta finales del siglo XVII, el cargo fue ocupado de nuevo por un religioso elegido de entre los miembros. Esto sirvió de apoyo a un plan de reforma general. Jorge Ignacio Paspichal, Gran Maestre de 1694 a 1699, fue el primero del nuevo régimen, mostró un gran celo por la restauración de los ideales primitivos, especialmente el de la caridad.
Muchos caballeros han ganado fama en el mundo de la educación, entre otros Mikuláš Kozar de Kozarov (†1592), célebre matemático y astrónomo; Ene František Beckovský (1658-1725), que estableció en Praga un herbario muy conocido hasta entrado el siglo XX.

### Supresiones y restablecimiento

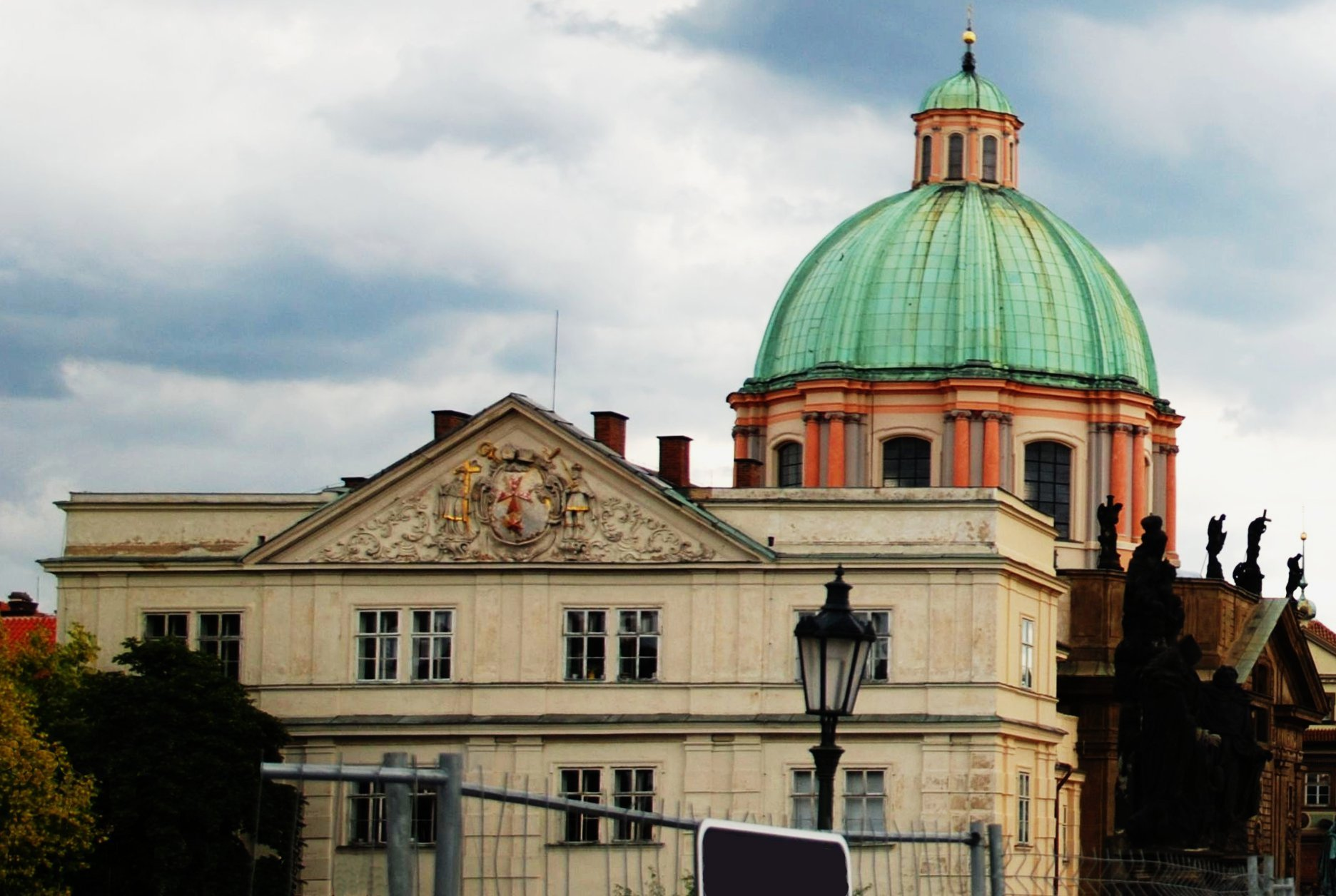
Curia general de la Orden de los Caballeros de la Cruz y su iglesia de San Francisco de Asís, Praga, Chequia. Vista desde el Puente de Carlos.

Luego del golpe de Estado de 1948, en Checoslovaquia, se decretó la supresión de todas las órdenes religiosas católicas, lo que significó un devastante golpe para los crucíferos. Todos los monasterios fueron cerrados, las propiedades confiscadas y los miembros de la Orden confinados. En 1950, 5 de los 53 Caballeros fueron condenados a varios años de prisión (36 años en total). En 1990, después de la Revolución de Terciopelo, la sede de la Orden se trasladó de nuevo en el monasterio de Praga.

## Actividades y presencia
Los cruzados de la estrella roja, continúan siendo hoy una orden de canónigos regulares, por lo que a la base de sus actividades está la cura de almas, en las parroquias o lugares de evangelización donde se encuentran presentes. Siendo fieles al carisma fundacional continúan igualmente con sus labores sanitarias. En la actualidad poseen solo dos monasterios, ambos en Bohemia. Debido a las supresiones del régimen comunista en Checoslavaquia solo hasta 1990 les fueron devueltos sus bienes. Los religiosos, hasta el 2011, eran solo unos diecinueve, de los cuales 18 eran sacerdotes.
La casa general se encuentra en Praga y el actual Gran Maestre, desde 2011, es Josef Sedivy.